# 130-мм пушка М-46
130-мм пушка M-46 — советская буксируемая пушка корпусной артиллерии периода 1950-х годов. Была создана конструкторским бюро завода № 172 в 1946—1950 годах и предназначалась для замены 122-мм пушки образца 1931/37 годов.

## Описание
М-46 была создана в составе нового дуплекса корпусной артиллерии со 152-мм пушкой М-47, предназначенной для замены 152-мм гаубицы-пушки образца 1937 года. Производство М-46, поначалу мелкосерийное, было начато на заводе № 172 в 1951 году и продолжалось по меньшей мере до 1971 года. Точное количество выпущенных орудий в открытых источниках не публиковалось, однако, по подсчётам А. Широкорада, было выпущено несколько тысяч единиц М-46. Копия М-46 также выпускалась в Китае под обозначением Тип 59.
В 1950-х годах М-46 являлась наиболее дальнобойным орудием Советской армии, за исключением орудий большой и особой мощности и десятилетиями оставалась на вооружении, перейдя к ВС России. Также М-46 широко поставлялась на экспорт, как союзникам СССР по Организации Варшавского договора, так и третьим странам и использовалась десятками государств.
М-46 применялись в ряде локальных конфликтов, в том числе в артиллерийской дуэли между Китаем и Тайванем, Вьетнамской войне и нескольких войнах на Ближнем Востоке. По состоянию на 2016 год, М-46 всё ещё остаётся на вооружении ряда стран.
Сообщалось, что российская армия использовала орудия М-46, ранее находившиеся на хранении, в войне с Украиной. При этом сообщалось, что 130-мм снаряды для них поставлялись из Северной Кореи.

## Конструкция

### Боеприпасы и баллистика
- Чертёж снаряда БР-482Б
- Чертёж снаряда ОФ-482М

Заряжание: раздельно-гильзовое.
| Боеприпасы пушки М-46              |                                        |                |                    |                   |                 |                    |                       |                                    |
| Индекс выстрела                    | Тип снаряда                            | Индекс снаряда | Масса выстрела, кг | Масса снаряда, кг | Масса ВВ/ОВ, кг | Марка взрывателя   | Дульная скорость, м/с | Максимальная дальность стрельбы, м |
| 53-ВОФ-482В                        | Осколочно-фугасный                     | 53-ОФ-482М     | 59,1               | 33,4              | 3,64            | РГМ-2, В-429, В-90 | 930                   | 27 490                             |
| 53-ВОФ-482ВУ                       | Осколочно-фугасный                     | 53-ОФ-482М     | 51,9               | 33,4              | 3,64            | РГМ-2, В-429, В-90 | 705                   |                                    |
| 3ВОФ11                             | Осколочно-фугасный                     | 3ОФ3           | 59,1               | 27,6              | 3,0             | АР-30              |                       |                                    |
| 3ВОФ12                             | Осколочно-фугасный                     | 3ОФ3           | 51,8               | 27,6              | 3,0             | АР-30              |                       |                                    |
| 3ВОФ43                             | Осколочно-фугасный                     | 3ОФ33          | 59,0               | 33,4              | 4,17            | В-429, В-90, АР-5  | 930                   | 27 490                             |
| 3ВОФ44                             | Осколочно-фугасный                     | 3ОФ33          |                    | 33,4              | 4,17            | В-429, В-90, АР-5  |                       | 22 500                             |
| «Фирн-1»                           | Управляемый                            |                |                    | 33,4              | 5,0             |                    |                       | 24 000                             |
| 53-ВБР-482                         | Бронебойный остроголовый, трассирующий | 53-БР-482(Б)   | 59,1               | 33,4              | 0,125           | ДБР                | 930                   | 4000                               |
| 53-ВПБР-482                        | Бронебойный практический               | 53-ПБР-482     | 59,1               | 33,4              | —               | ДБР                | 930                   | 4000                               |
|                                    | Химический                             | 3ХС5           |                    | 33,4              | 1,59            |                    |                       |                                    |
|                                    | Химический                             | 3ХС6           |                    | 33,4              | 1,39            |                    |                       |                                    |
|                                    | Химический                             | 3ХС9           |                    | 33,4              | 1,5             |                    |                       |                                    |
| ЗВДЦ1                              | Целеуказательный                       | 3ДЦ1           | 59,3               | 33,6              | —               | РГМ-2, В-429       | 930                   | н/д                                |
| ЗВДЦ2                              | Целеуказательный                       | 3ДЦ1           | 52,0               | 33,6              | —               | РГМ-2, В-429       | 705                   | н/д                                |
| 3ВС1                               | Осветительный                          | А3-СП-46       |                    | 25,8              | 0,05            | ТМ-16              |                       |                                    |
| 3ВС6                               | Осветительный                          | 3С2            | 59,129             | 33,03             | 0,05            | Т-90               | 687                   | 14 350                             |
| 3ВС7                               | Осветительный                          | 3С2            | 51,837             | 33,03             | 0,05            | Т-90               | н/д                   | н/д                                |
| Выстрелы иностранного производства |                                        |                |                    |                   |                 |                    |                       |                                    |
| Израильские                        |                                        |                |                    |                   |                 |                    |                       |                                    |
|                                    | Осколочно-фугасный                     | 53-ОФ-482М     | 59,1               | 33,4              | 3,64            | M739               | 930                   | 27 490                             |
|                                    | Осколочно-фугасный                     | 53-ОФ-482М     | 51,9               | 33,4              | 3,64            | M739               | 705                   |                                    |
| Иранские                           |                                        |                |                    |                   |                 |                    |                       |                                    |
|                                    | Осколочно-фугасный, активно-реактивный | HE BB          |                    | 35,5              | 3,7             |                    | 930                   | 37 000                             |
| Китайские                          |                                        |                |                    |                   |                 |                    |                       |                                    |
|                                    | Осколочно-фугасный                     |                |                    | 33,4              | 3,6             | Liu-5              | 930                   | 27 490                             |
|                                    | Осколочно-фугасный, активно-реактивный | MP-130         |                    | 33,4              |                 | Liu-5              |                       | 34 360                             |
|                                    | Осколочно-фугасный, активно-реактивный | MP-132         | 58                 | 32,41             | 3,3             | Liu-5              | 944                   | 32 000                             |
|                                    | Осветительный                          |                |                    | 29,1              | 1,96            | Shi-4              | 950                   | 24 500                             |

| Таблица стрельбы пушки М-46 для снарядов 53-ОФ-482М и 3ОФ33 |                |                       |                           |                                  |
| Заряд                                                       | Вес заряда, кг | Дульная скорость, м/с | Максимальная дальность, м | Давление в канале ствола, кг/см² |
| Полный                                                      | 12,9           | 930                   | 27 490                    | 3150                             |
| № 1                                                         | 10,9           | 810                   | 22 400                    |                                  |
| № 2                                                         | 6,54           | 705                   | 19 200                    | 2700                             |
| № 3                                                         | 5,25           | 621                   | 16 400                    |                                  |
| № 4                                                         | 3,98           | 525                   | 13 400                    |                                  |

| Таблица бронепробития для пушки М-46 |     |      |      |      |      |      |
| Угол встречи \ Расстояние, м | 500 | 1000 | 1500 | 2000 | 3000 | 4000 |
| БР-482 и БР-482Б |     |      |      |      |      |      |
| Угол встречи 60° | 205 | 195  | 185  | 170  | 145  | 120  |
| Угол встречи 90° | 250 | 240  | 225  | 210  | 180  | 150  |
| Бронепробиваемость приводится по советской методике измерения пробивной способности. Следует помнить, что в разное время и в разных странах использовались различные методики определения бронепробиваемости. Как следствие, прямое сравнение с аналогичными данными других орудий часто оказывается невозможным. |     |      |      |      |      |      |

## На вооружении

### Современные операторы
- Азербайджан — 36 М-46, по состоянию на 2023 год[13]
- Алжир — 10 М-46, по состоянию на 2023 год[14]
- Ангола — 48 М-46, по состоянию на 2017 год[15]
- Бангладеш — 62 Тип 59-1 (М-46), по состоянию на 2017 год[16]
- Вьетнам — некоторое количество М-46, по состоянию на 2017 год[17]
- Гайана — 6 М-46 в неисправном состоянии, по состоянию на 2017 год[18]
- Гвинея — 12 М-46, по состоянию на 2017 год[19]
- Египет — >420 М-46, по состоянию на 2017 год[20]
- Замбия — 18 М-46, по состоянии на 2021 год[21]
- Израиль — 40 М-46, по состоянию на 2023 год[22]
- Индия — 800 М-46, из них 500 на хранении, по состоянию на 2023 год[23]
- Ирак — некоторое количество М-46 и Тип-59, по состоянию на 2017 год[24]
- Иран — 985 М-46, по состоянию на 2017 год[25]
- ИГ —[26]
- Камерун — 12 Тип-59 (М-46), по состоянию на 2017 год[27]
- Китай — 100 Тип 59/Тип 59-1, по состоянию на 2023 год[28]
- КНДР — некоторое количество М-46, по состоянию на 2017 год[29]
- Конго — 5 М-46, по состоянию на 2021 год[30]
- ДР Конго — 42 Тип 59/Тип 59-1 (М-46), по состоянию на 2017 год[31]
- Куба — некоторое количество М-46, часть установлена на танковые шасси, по состоянию на 2023 год[32]
- Лаос — 10 М-46, по состоянию на 2017 год[33]
- Ливан — 15 М-46, по состоянию на 2017 год[34]
- Марокко — 18 М-46, по состоянию на 2017 год[34]
- Мозамбик — 6 М-46, по состоянию на 2017 год[35]
- Монголия — некоторое количество М-46, по состоянию на 2017 год[36]
- Мьянма — 16 М-46, по состоянию на 2017 год[37]
- Нигерия — 7 М-46, по состоянию на 2017 год[38]
- Оман — 12 М-46 и 12 Тип 59-1, по состоянию на 2017 год[39]
- Перу — 36 М-46, по состоянию на 2017 год[40]
- Сербия — 18 M-46 по состоянию на 2024 год[41]
- Судан — 75 М-46 и Тип 59-1, по состоянию на 2017 год[42]
- Туркменистан — 6 М-46, по состоянию на 2017 год[43]
- Украина — 15 M-46H1 по состоянию на 2024 год[44], переданы Хорватией в 2022 году
- Эритрея — 19 M-46, по состоянию на 2017 год[45]
- Эфиопия — некоторое количество M-46, по состоянию на 2017 год[46]
- Южный Судан — некоторое количество M-46 по состоянию на 2018 год[47]

### Бывшие операторы
- Баасистская Сирия — некоторое количество M-46, некоторые установлены на автомобили (Ган-трак), по состоянию на 2017 год[48]
- СССР — перешли к образовавшимся после распада странам
- Армения — некоторое количество, по состоянию на 2016 год
- Афганистан — некоторое количество, по состоянию на 2010 год[49]
- Болгария — некоторое количество[50], сняты с вооружения[51]
- Босния и Герцеговина — 61 орудие, по состоянию на 2012 год[52]
- ГДР — некоторое количество[50], перешли к ФРГ/сняты с вооружения
- Йемен — 60 орудий, по состоянию на 2012 год[53]
- Камбоджа — некоторое количество Тип 59, по состоянию на 2010 год[54]
- Ливия — некоторое количество, по состоянию на 2012 год[55]
- Мали — по сообщениям, некоторое количество по состоянию на 2012 год имеется на вооружении[56]
- ОАЭ — 20 Тип 59, по состоянию на 2010 год[57]
- Пакистан — 410 Тип 59, по состоянию на 2010 год[58]
- Польша — некоторое количество[50], сняты с вооружения[59]
- Россия — 350 орудий на хранении по состоянию на 2024 год[60]
- Таиланд — 15 Тип 59, по состоянию на 2010 год[61]
- Танзания — 30 Тип 59, по состоянию на 2010 год[62]
- Финляндия — некоторое количество M-46 под обозначением 130 K 54 закуплено у СССР в начале 1960-х, в 1990 году ещё 40 приобретены из запасов армии ГДР. Последняя батарея списана из учебной части в 2019 году. Летом 2023 некоторое количество передано Украине.
- Шри-Ланка — 40 Тип 59, по состоянию на 2010 год[63]
- Югославия — некоторое количество[50], перешли к образовавшимся после распада странам
  -  Республика Сербская Краина — 45 орудий в начале 1995 года[64]
  -  Хорватия — 19 единиц в 2017, переданы Украине[65]

## Где можно увидеть
Россия
- В Музее отечественной военной истории в деревне Падиково, Истринский район, Московская область.
- В Музее истории ПАО "Мотовилихинские заводы" (г. Пермь)
- На территории госпиталя для ветеранов войн в Перми по адресу: ул. Подлесная, 6.
- г. Ижевск. корпус 2, Ижевского Государственного Технического Университета
- Г.Новосибирск,военный городок "Гвардейский", в парке "Патриот"
- Военно-историческом музее артиллерии Санкт-Петербурга

### Сноски
1. ↑  На максимальном заряде
2. ↑  Дальность для стрельбы прямой наводкой
3. ↑  Дальность для стрельбы прямой наводкой
4. ↑  Отравляющее вещество Р-35 (зарин)
5. 1 2  Отравляющее вещество Р-33 (аналог VX)